# Franskraalstrand
Franskraalstrand è una località costiera sudafricana situata nella municipalità distrettuale di Overberg nella provincia del Capo Occidentale.

## Geografia fisica
Il piccolo centro abitato, a carattere prevalentemente residenziale e vacanziero, è affaciato sull'oceano Indiano nei pressi della cittadina di Gansbaai, situata a circa 5 chilometri a nord-ovest. Franskraalstrand è compresa tra il vicino centro abitato di Van Dyksbaai a ovest e la foce del fiume Uilkraal a est.